# Romeo Muller
Romeo Muller est un scénariste, producteur et acteur américain né le 7 août 1928 à New York (État de New York, États-Unis), décédé le 30 décembre 1992 à High Falls (État de New York).

## Filmographie

### comme scénariste
- 1982 : Strawberry Shortcake: Pets on Parade
- 1964 : Return to Oz (TV)
- 1964 : Rudolph, the Red-Nosed Reindeer (TV)
- 1967 : Wacky World of Mother Goose
- 1968 : Mouse On the Mayflower (TV)
- 1968 : The Little Drummer Boy (TV)
- 1969 : Frosty the Snowman (TV)
- 1970 : Santa Claus Is Comin' to Town (TV)
- 1971 : Here Comes Peter Cottontail (TV)
- 1971 : Les Jackson Five (The Jackson 5ive) (série TV)
- 1972 : The Enchanted World of Danny Kaye: The Emperor's New Clothes (TV)
- 1973 : Marco
- 1975 : It's a Bird... It's a Plane... It's Superman (TV)
- 1976 : Frosty's Winter Wonderland (TV)
- 1976 : Rudolph's Shiny New Year (TV)
- 1977 : It's a Brand New World (TV)
- 1977 : The Easter Bunny Is Comin' to Town (TV)
- 1977 : The Hobbit (TV)
- 1977 : Nestor, the Long-Eared Christmas Donkey (TV)
- 1978 : Puff, the Magic Dragon (TV)
- 1978 : The Stingiest Man in Town (TV)
- 1979 : Rudolph and Frosty's Christmas in July (TV)
- 1979 : Jack Frost (TV)
- 1980 : The Return of the King (TV)
- 1980 : Pinocchio's Christmas (TV)
- 1981 : Strawberry Shortcake in Big Apple City (TV)
- 1982 : Strawberry Shortcake: Pets on Parade
- 1982 : The Flight of Dragons
- 1987 : The Wind in the Willows (TV)
- 1992 : Noel (TV)

### comme producteur
- 1978 : Puff, the Magic Dragon (TV)
- 1980 : Puff the Magic Dragon in the Land of the Living Lies (TV)
- 1980 : Oz
- 1981 : Strawberry Shortcake in Big Apple City (TV)

### comme acteur
- 1973 : Marco : Pitai Brahmas
- 1981 : Strawberry Shortcake in Big Apple City (TV) : Mr. Sun / Narrator (voix)
- 1982 : Strawberry Shortcake: Pets on Parade